# No (canción de Shakira)
«No» es el segundo sencillo lanzado por la cantautora colombiana Shakira del sexto álbum de estudio Fijación oral vol. 1 (2005), lanzado durante el verano de 2005. Fue escrita y producida por ella misma. Las melodías fueron compuestas también por ella junto con Lester Mendez, mientras que Gustavo Cerati ayudo en guitarra y coros.

## Información de la canción
La letra de la canción se refiere a una mujer que intenta decirle a su pareja que ella no quiere seguir con la relación, y que la separación sería lo mejor para ellos.
"No" incluye pocos instrumentos con un golpe prominente de guitarra y tambor. Gustavo Cerati fue el artista invitado en este tema (solo en guitarra e instrumentos, no aparece en el vídeo). La canción fue lanzada como segundo sencillo luego del éxito mundial de La Tortura. En el conteo anual de Billboard (EE. UU.) quedó n.º 8 entre las canciones Pop Latinas más exitosas del 2006.
En una entrevista cedida en un programa televisivo, Oscar Ulloa, el primer amor de Shakira, dijo que la madre de Shakira le contó que la canción "No" está dedicada a él. "No" representa un cierre de capítulo a su antigua relación.

## Video musical
El vídeo musical de la canción fue dirigido por Jaume de Laiguana y fue filmado en blanco y negro, sin la presencia de Gustavo Cerati. Aunque en el vídeo no se sigue de cerca el tema de la canción, en muchas escenas Shakira es retratada con apariencia triste, mostrando lágrimas que ruedan por sus mejillas. Parece estar situada en una desaparecida estación de tren, rodeada de vías de ferrocarril y varias poleas, que utiliza para sentarse. Hacia el final del vídeo, una de estas poleas cae fuera de la pista en el agua debajo de un acantilado. Durante el vídeo, Shakira se dedica a la construcción de unas alas de mariposa, al parecer como una metáfora para encontrar la fuerza para volar por su cuenta, fuera de la relación destructiva a la que se refiere en la canción. Hacia el final del vídeo, se pone de pie en el borde de las aguas, lista para tomar vuelo, pero al no lograrlo, se aleja sonriendo levemente. El vídeo llegó al número uno en la mayoría de los países de América Latina y en España. El vídeo aparece en Fijación Oral Vol. 1 y 2 bonus DVD, además, en plataforma Vevo, tiene más de 150 millones de reproducciones.

## Interpretaciones en vivo
Shakira interpretó la canción durante el Tour Fijación Oral y en la edición del año 2006 del Rock in Rio Lisboa.

## Posicionamiento en listas

### Semanales
| País (Lista 2005)             | Posición más alta |
| ----------------------------- | ----------------- |
| Panamá (Notimex)              | 5                 |
| Hot Latin Songs (Billboard)   | 11                |
| Latin Airplay (Billboard)     | 11                |
| Latin Pop Airplay (Billboard) | 2                 |

## Certificaciones
| País   | Organismo certificador | Certificación    | Ventas certificadas | Ref.  |
| ------ | ---------------------- | ---------------- | ------------------- | ----- |
| México | AMPROFON               | 3× Platino + Oro | 210 000             | [ 6 ] |